# Christoph Schobesberger

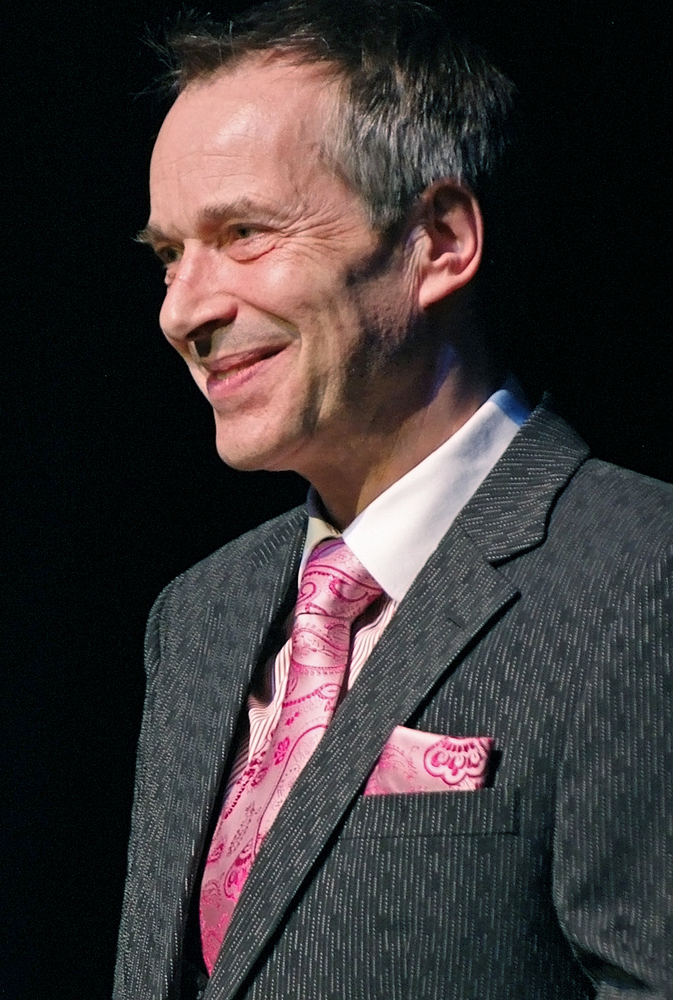
Christoph Schobesberger (2010)

Christoph Schobesberger (* 17. Februar 1954 in Salzburg; † 5. Juli 2025 in Wien) war ein deutsch-österreichischer Schauspieler und Sänger.

## Leben
Von 1964 bis 1968 war Schobesberger Mitglied bei den Wiener Sängerknaben, bevor er 1972 ein Gesangsstudium am Mozarteum in Salzburg aufnahm, sowie an der Hochschule für Musik in Wien studierte. Am Max-Reinhardt-Seminar erhielt Christoph Schobesberger seine Schauspielausbildung. Außerdem erhielt er das Diplom des Grundschullehrers.
Nach seiner Ausbildung war Schobesberger zunächst u. a. am Volkstheater Wien, den Düsseldorfer Kammerspielen, der Komödie im Bayerischen Hof in München und dem Theater des Westens in Berlin engagiert, bevor er vermehrt Film- und Fernsehengagements in Deutschland bekam. Bekanntheit erlangte er hier insbesondere in der Rolle des Oberarztes Dr. Johannes Stein in der Sat.1-Serie Für alle Fälle Stefanie.
Seine musikalische Seite zeigte er in Konzertabenden und Lesungen über Frank Sinatra und George Gershwin, in Mozart- und Johann-Strauss-Programmen, sowie in eigenen Solo-Programmen.
Im September 2024 übernahm er die Intendanz des Theaters im Souterrain des Café Prückel in Wien, der ehemaligen Kleinkunstbühne Der liebe Augustin, als Hommage an dessen Gründerin Stella Kadmon unter dem neuen Namen „Stella-Theater“. Mit Ende Juni 2025, kurz vor seinem Tod, legte er die Intendanz nach nur einer Spielzeit wieder zurück.
Christoph Schobesberger lebte in Berlin und Wien. Aus seiner Ehe mit der Schauspielerin Daniela Lohmeyer stammte seine Tochter (* 1993).

## Theater (Auswahl)
- Don Carlos – von Friedrich Schiller (Titelrolle)
- Hamlet – von William Shakespeare (Titelrolle)
- Die Räuber – von Friedrich Schiller (Rolle: Karl Moor)
- Amadeus (Rolle: Mozart)
- Jesus Christ Superstar  (Rolle: Pilatus)
- West Side Story (Rolle: Arab)

## Filmografie
- 1979: Der Schatten
- 1980: Schönes Weekend, Mr. Bennett (Titelrolle Michael Bennett)
- 1983: Der Weg ins Freie (Rolle: Leo Golowski)
- 1986: Ringstraßenpalais (Fernsehserie, Staffel 3, drei Folgen, Rolle: Edi Artenberg)
- 1987: 38 – Auch das war Wien
- 1988: Heiteres Bezirksgericht
- 1990: Hotel Paradies (Fernsehserie, 3 Folgen)
- 1990: Lindenstraße (Fernsehserie, 1 Folge)
- 1991: Praxis Bülowbogen (Fernsehserie, Folge: Patricks Käthchen)
- 1993: Tatort: Berlin – beste Lage
- 1994: Immenhof (Fernsehserie, 1 Folge)
- 1995: Wolffs Revier (Fernsehserie, 1 Folge)
- 1995–2003: Für alle Fälle Stefanie (Fernsehserie, 289/328 Folgen)
- 1997: Liebling Kreuzberg (Fernsehserie, 1 Folge)
- 2002: Schloßhotel Orth (Fernsehserie, 1 Folge)
- 2004: Marienhof (Fernsehserie, 5 Folgen)
- 2005: Ein Hund, zwei Koffer und die ganz große Liebe
- 2007: Free Rainer – Dein Fernseher lügt
- 2007: Jump!
- 2007: Sturm der Liebe (Fernsehserie, 20 Folgen)
- 2011: Inga Lindström – Svens Vermächtnis